# Thekla Resvoll
Vous lisez un « bon article » labellisé en 2015.
Thekla Resvoll, de son nom complet Thekla Susanne Ragnhild Resvoll, est une botaniste  norvégienne née le 22 mai 1871 à Vågå et morte le 14 juin 1948  à Oslo. Considérée comme pionnière dans la recherche et l'enseignement de l'histoire naturelle, elle a été la première femme à obtenir un doctorat de botanique en Norvège et la troisième à entrer à l'Académie norvégienne des sciences et des lettres.
Elle a fait ses études supérieures à l'université d'Oslo, complétées par nombre de voyages de recherche en Europe ou plus lointains et, une fois sa thèse soutenue, a été recrutée par ses anciens professeurs. Sa carrière est restée discrète mais marquée par une pédagogie fort appréciée de ses étudiants et un comportement lui ayant valu la sympathie et l'estime de ses collègues, d'autant plus volontiers accordées que ses recherches, assez marginales à l'époque, ne risquaient en rien de rivaliser avec leurs propres travaux.
Attirée par la mouvance féministe, Thekla Resvoll a souvent manifesté son originalité en tant que femme aussi bien par son habillement que par ses prises de position, tout cela dans la modération et sans agressivité, mais avec une constance soutenue, en accord avec son caractère à la fois placide et obstiné. Cet engagement lui a parfois valu des jugements sévères de la part de ses contemporains qui ont pu le considérer comme « immoral » au regard des canons en vigueur, mais en toutes occasions, elle a reçu le soutien publiquement affirmé de son mari, hydrographe de renom.
Parmi ses publications, outre nombre d'ouvrages scientifiques, se comptent plusieurs livres de vulgarisation, dont un manuel scolaire.

## Biographie
Thekla Susanne Ragnhild Resvoll nait le 22 mai 1871 à Vågå en Norvège. Elle est l'aînée des deux enfants de Hans Resvoll (1823-1908), employé de banque puis copiste au Ministère de la Justice, et de Julie Martine Deichman (1831-1902),.

### Enfance et formation
Elle déménage avec ses parents à Kristiania en 1878, mais garde le souvenir du jardin floral que cultivait sa mère à Vågå et sa passion pour les fleurs,. Après avoir obtenu son baccalauréat en candidat libre en 1892, elle est employée comme gouvernante chez Vilhelm Andreas Wexelsen à Overhalla puis à Stockholm (1892-1893).
Elle entre ensuite à l'Université d'Oslo où elle est influencée par Axel Gudbrand Blytt, professeur jovial, détonant à l'époque, spécialiste de la flore norvégienne, porteur de théories sur la migration et l'adaptation des plantes au milieu et au climat. Elle sort diplômée en 1899 (Candidatus realium). Durant ses années passées dans la capitale, elle enseigne la botanique dans une école privée, Ragna Nissens Skule, où elle compte comme élève Sigrid Undset, Prix Nobel de Littérature en 1928,.

### Vie de famille et voyages d'études

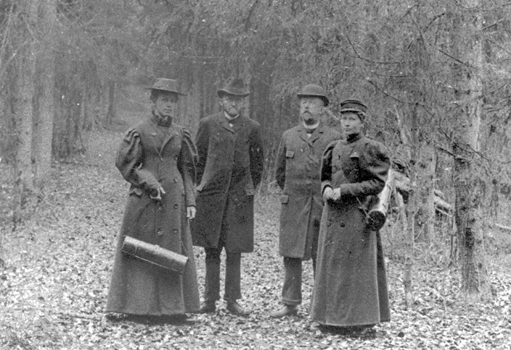
Les botanistes aux champignons à Sandvika (Bærum), 24. octobre 1897. De gauche à droite : Asta Lundell (1875-1915), le conservateur Ove Dahl (1862-1940), le professeur Axel Gudbrand Blytt (1843-97) et Thekla Resvoll à 26 ans.

En 1895, elle se marie avec Andreas Holmsen, hydrographe et ingénieur des mines, dont le frère, Gunnar Holmsen, géologue, se marie quatorze ans plus tard avec la jeune sœur de Thekla, Hanna Resvoll-Holmsen, elle-même botaniste. Le 3 avril 1905 vient au monde leur unique enfant, un garçon prénommé Dag. Tout au long de leur vie, mari et femme s'intéressent à leurs travaux respectifs, Andreas à la botanique et Thekla à la géologie.
Afin d'obtenir son doctorat en sciences naturelles, Thekla Resvoll quitte Kristiania en 1902 pour le Danemark, l'Allemagne et la Suisse, puis se déplace dans de nombreuses autres contrées. Elle passe une année à Copenhague auprès de Eugen Warming, sous la direction duquel elle mène des recherches écologiques sur la flore arctique, travail déterminant dans le choix de son sujet de thèse sur les plantes de haute montagne. En 1903, elle se rend à Munich étudier auprès du professeur Karl Goebel, botaniste et spécialiste du développement des plantes et de l'adaptation fonctionnelle de certaines de leurs parties. C'est là qu'elle rencontre la paléobotaniste et militante féministe Marie Stopes avec laquelle elle se lie d'amitié et qui la convainc définitivement de consacrer sa thèse à la flore de montagne. En 1904, elle va à Zurich étudier l'écologie auprès du botaniste Carl Schröter, alors en pleine rédaction du premier tome de son œuvre majeure sur les plantes alpestres Das Pflanzenleben der Alpen, et passe deux étés dans les Alpes à y étudier le développement de la flore. Durant un semestre de 1923 à 1924, elle fait un séjour de recherche à Java au cours duquel, que ce soit lors d'excursions en forêt tropicale ou dans le jardin botanique de Buitenzorg, elle étudie des arbres de la famille des Fagaceae sur lesquels elle constate des bourgeons d'hibernation, qu'elle interprète comme un trait inutile, un rudiment de leur origine tempérée.

### Carrière universitaire, activités diverses et décès
Elle devient professeur adjoint à l'université Det Kongelige Frederiks Universitet de 1902 à 1936, année où elle prend sa retraite. Responsable de la formation des étudiants à l'utilisation de microscopes en cours de botanique, elle est également chargée de cours de microscopie pour des étudiants de médecine et de pharmacologie, et d'un enseignement de botanique à destination des étudiants en pharmacologie ; de plus, de 1933 à l'automne 1938, elle fait partie des jurys désignés pour leurs examens. Pendant toute sa carrière, elle est un professeur très apprécié, aussi bien des étudiants que de ses collègues.
En 1923, elle entre à l'Académie norvégienne des sciences et des lettres, troisième femme de l'histoire à y être admise.

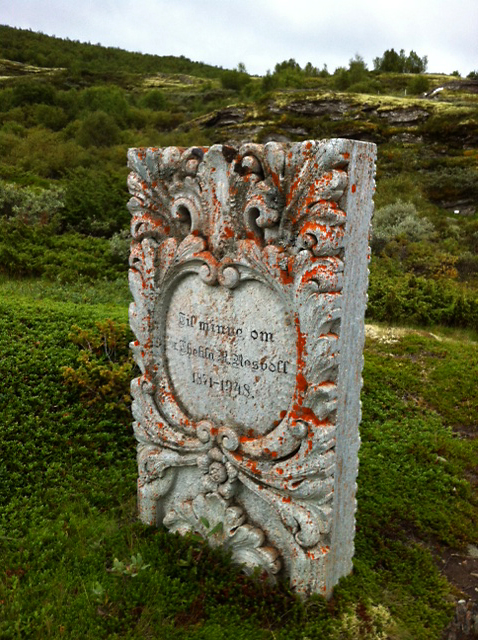
Pierre commémorative dans le jardin botanique de Kongsvoll à Dovre. Inscription : « À la mémoire de Thekla Resvoll 1871-1948. ».

Elle fonde en 1924 le Kongsvoll fjellhage, un jardin botanique, près de la gare de Kongsvoll, depuis déplacé, qui lui servait de base d'observation pour étudier l'acclimatation, le développement et la reproduction des plantes, et où elle se rendait année après année, par tous les temps, pour en observer l'évolution.
D'un tempérament calme, Thekla Resvoll n'a jamais cherché à faire carrière, au contraire de Kristine Bonnevie qui a eu régulièrement maille à partir avec ses collègues masculins. Si la botaniste savait être diplomate, il n'en restait pas moins qu'au vu de ses engagements, elle n'était pas d'un caractère à se laisser dicter sa conduite. L'estime dans laquelle elle était tenue était sans nul doute lié à ses incontestables qualités pédagogiques, mais peut-être convient-il aussi de chercher une explication dans l'originalité de son domaine de recherches, à l'époque considéré comme très marginal et, de ce fait, ne faisant que peu d'ombrage à celui de ses collègues. Peu de choses sont connues sur sa vie après sa retraite : d'une santé fragile, elle quitte l'Université affaiblie et passe les étés dans les montagnes à proximité du jardin botanique qu'elle a créé. Une photographie datée de 1940 la montre avec Ellen Gleditsch à Kongsvoll.
Elle meurt le 14 juin 1948, à l'âge de 77 ans. En 1953, une pierre commémorative est inaugurée au jardin botanique en présence d'amis, de collègues et de son mari. Cette pierre, ensuite déménagée au nouveau jardin botanique, est due à Per Haugen qui l'a réalisée à partir d'une stéatite provenant de la commune de Sel, les sculptures ayant été modelées sur celles d'une pierre tombale trouvée non loin de Vågå.

## Postérité

### Recherches

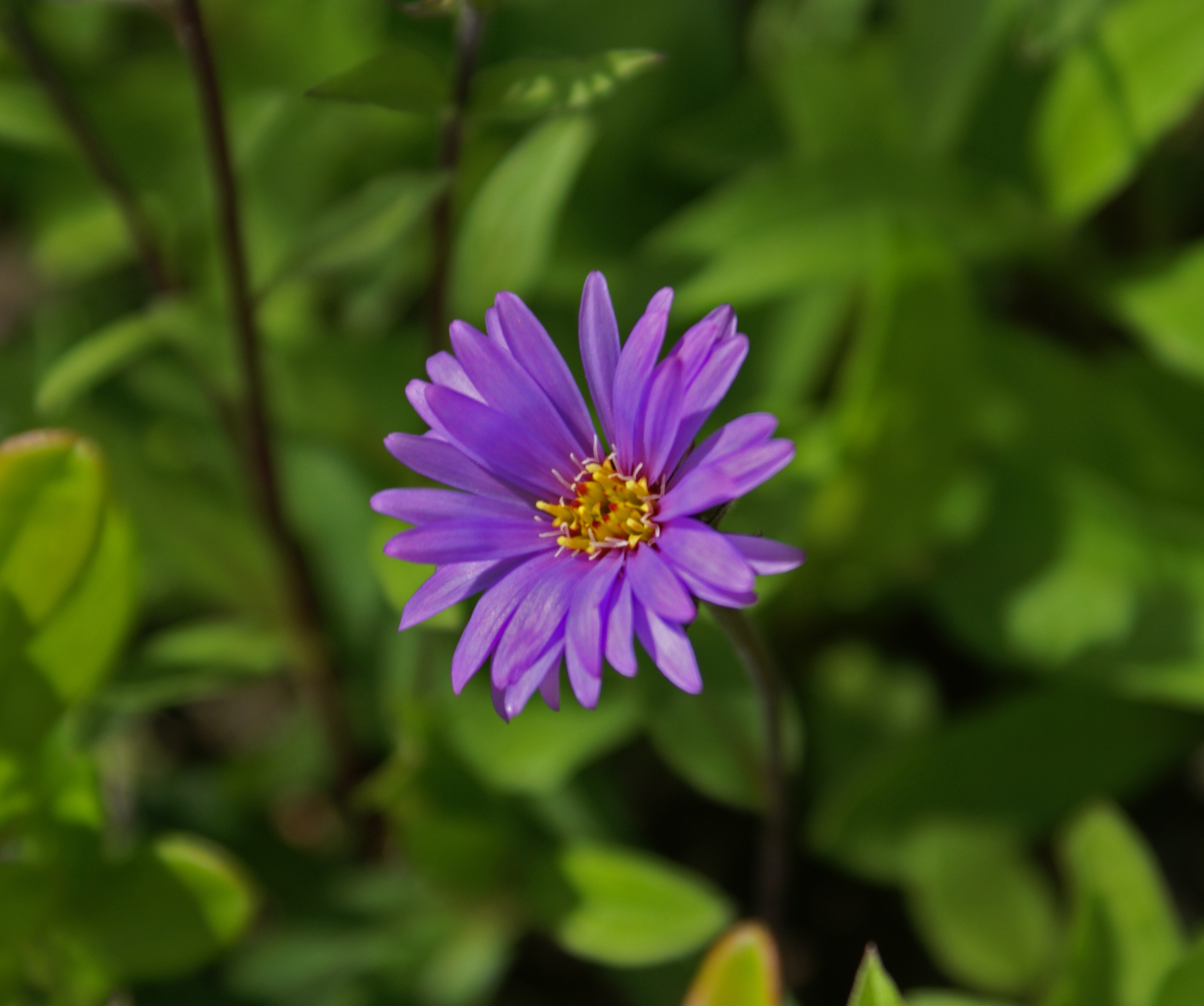
Eurybia sibirica photographiée à Aursunden.

Première femme à recevoir cette distinction en botanique, elle obtient son doctorat en 1917 avec une thèse intitulée Des plantes qui s'adaptent aux étés courts et froids dans laquelle elle étudie la morphologie de cinquante-six espèces à l'étage nival et leur adaptation à la très courte saison de croissance. Thekla Resvoll s'est intéressée aux stratégies que mettent les plantes de montagne en œuvre pour leur survie, leur développement et leur reproduction en milieux difficiles, thème de recherche jouissant aujourd'hui, en raison des changements climatiques, de beaucoup plus d'attention que lorsqu'elle s'y est intéressée.
En 1897, elle a découvert près de Røros une fleur appelée Eurybia sibirica et habituellement rencontrée en Sibérie et dans le nord de l'Amérique, mais qui, curieusement, ne prospère en Scandinavie qu'en ce lieu précis. Cette découverte, décrite en 1916 par le professeur danois Carl Hansen Ostenfeld dans une publication conjointe avec Thekla Resvoll, fait sensation car le plus proche endroit où en rencontrer d'autres spécimens se situe dans le Parc national de Paanajärvi,.
Ses recherches se fondaient sur l'observation minutieuse des plantes, de leur survie en hiver et de leur reproduction, ce qui en faisait une pionnière dans la connaissance de la botanique de la Norvège et la première spécialiste des plantes de haute montagne en ce pays.

### Engagement féministe
Thekla Resvoll a pris part aux luttes féministes. En 1896, elle participe à des réunions de l'association pour le droit de vote des femmes Kvindestemmeretsforeningen avant d'en devenir la présidente pendant plusieurs années. C'est aussi en 1896 qu'elle devient la première Norvégienne à se laisser photographier en pantalon sans arborer par-dessus la jupe alors d'usage. La photographie, prise avec son mari, a choqué alors qu'Andreas, lui, n'y trouvait pas d'inconvénient. Ainsi, lorsqu'elle se rend chez ses beaux-parents en pantalon dépourvu de la jupe obligée, sa belle-mère quitte la pièce prétextant une migraine. Cela ne l'empêche nullement d'entretenir des relations cordiales avec eux, encore améliorées après le mariage de sa petite sœur avec son beau-frère. Durant toute sa vie adulte, et encore une fois contrairement à l'usage, elle a porté les cheveux courts, non par principe ou engagement, mais pour des raisons purement pratiques liées à ses excursions et à ses migraines.
Elle fut la première secrétaire de l'association étudiante Kvindelige Studenters Klub (fondée en 1902). Avec Kristine Bonnevie et Ellen Gleditsch, elle fonde en 1912 le Kvindelige Studenters Skiklub (« Le club de ski des étudiantes ») en signe de protestation face à la création du club de ski des étudiants qui refusait l'entrée des femmes dans ce club.
Elle a vulgarisé et promu les moyens contraceptifs pour les femmes.
Une fois mariée, elle a gardé son nom de jeune fille et ce, malgré l'opposition de l'Université. Avoir un poste pérenne à l'université et partir à l'étranger pour des voyages d'études alors qu'elle jouit de par son mariage de la sécurité économique, passe alors pour une conduite aux limites de la moralité ; et qui plus est, le conserver après une naissance, comme elle le fait en 1905, constitue en soi une première.

## Publications
En 1902, elle publie un manuel de biologie pour lycéens qui sera édité à dix reprises et utilisé jusqu'en 1939.
Thekla Resvoll a écrit beaucoup d'articles de vulgarisation dans les journaux, en particulier sur la botanique dans le Aftenposten de 1913 à 1923, puis dans Tidens Tegn de 1924 à 1929.
Parmi ses ouvrages, il faut distinguer les écrits de vulgarisation des écrits scientifiques.

### Ouvrages de vulgarisation
- (nn) Biologi for gymnasiet. Del 1, botanikk[N 9], Aschehoug, 1902
- (no) Vinter-flora. : Vore vildtvoksende løvtrær og buske i vinterdragt., Aschehoug, 1911, 80 p.
- (no) Norske fjellblomster, Den norske turistforening, 1934, 48 p.

### Publications scientifiques
- (no) « Nogle arktiske ranunklers morfologi og anatomi[N 10] », Nyt Magazin for Naturvidenskaberne., no 38,‎ 1900, p. 347-367
- Thekla Resvoll, Om planter som passer til kort og kold sommer., Kristiania, Université d'Oslo (thèse de doctorat), 1917, 224 p. [(no) lire en ligne]
- (en) « Rubus chamaemorus L. A morphological - biological study. », Nytt Magasin for Naturvidenskapene., no 67,‎ 1925, p. 55-129
- (de) « Rubus chamaemorus L. Die geographische Verbreitung der Pflanze und ihre Verbreitungsmittel », Veröffentlichungen des Geobotanischen Institutes Rübel in Zürich, no 3,‎ 1925, p. 224-241
- (de) Beschuppte Laubknospen in den immerfeuchten Tropenwäldern Javas[N 11]., Jena, 1925